# Gmina Rønde
Gmina Rønde (duń. Rønde Kommune) – w latach 1970–2006 (włącznie) jedna z gmin w Danii w ówczesnym okręgu Århus Amt. 
Siedzibą władz gminy była miejscowość Rønde. 
Gmina Rønde została utworzona 1 kwietnia 1970 na mocy reformy podziału administracyjnego Danii. Po kolejnej reformie w 2007 r. weszła w skład gminy Syddjurs.

## Dane liczbowe
- Liczba ludności: (♀ 3531 + ♂ 3580) = 7111
  - wiek 0-6: 9,5%
  - wiek 7-16: 14,2%
  - wiek 17-66: 62,8%
  - wiek 67+: 13,5%
- zagęszczenie ludności: 70,4 osób/km²
- bezrobocie: 5,4% osób w wieku 17-66 lat
- cudzoziemcy z UE, Skandynawii i USA: 127 na 10 000 osób
- cudzoziemcy z krajów Trzeciego Świata: 190 na 10 000 osób
- liczba szkół podstawowych: 4 (liczba klas: 52)